# علي بهجت
علي بهجت بن محمود بن علي أغا (توفي 1342 هـ/1924 م) عالم تاريخ وآثار مصري من أصل تركي، وإليه يرجع الفضل في استخراج آثار الفسطاط بالقاهرة.

## حياته
ولد في مصر في قرية باها العجوز التابعة لبني سويف، وتعلم بالقاهرة، وتخرج من مدرسة الألسن سنة 1882م.

## تاريخه الوظيفي
عين معيدا للغة العربية في المعهد الفرنسي للآثار الشرقية، وشغف بالآثار فتعرف بالمستشرقين من علمائها، وأجاد الفرنسية والألمانية والتركية، ثم الإنجليزية إلى جانب اللغة العربية، وتولى رياسة قلم الترجمة بوزارة المعارف ثم كان مساعدًا لأمين دار الآثار العربية، فأمينا لها، فمديرًا.
اختير عضوا في المجمع العلمي المصري سنة 1900م، وقام برحلات إلى أوروبا، فحضر كثيرًا من المؤتمرات العلمية، وألقى محاضرات في المجمع العلمي.

## كتبه
وصنف كتبًا منها:
- الأمكنة والبقاع
- أطلال الفسطاط

ترجم عن الفرنسية:
- جامع السلطان حسن.
- فهرست مقتيات دار الآثار العربية لماكس هارتس بك، وهو أول دليل وضع للمتحف العربي بالقاهرة.

## وفاته
توفي بمطرية القاهرة عام (1342هـ/1924م). وقد رثاه أحمد شوقي بقصيدة مطلعها:

## عائلته
أخوه هو أحمد بك بهجت أحد المساهمين في إنشاء جامعة فؤاد الأول (جامعة القاهرة حاليًا).

## تراثه
صدر عنه من مؤسسة دار الهلال الصحفية كتاب بعنوان *علي بهجت أول أثري مصري: رائدالبحث في الآثار العربية بمصر. من سلسلة كتاب الهلال العدد 636 ديسمبر 2003.